# Moneder
|  | No s'ha de confondre amb Targeta moneder. |

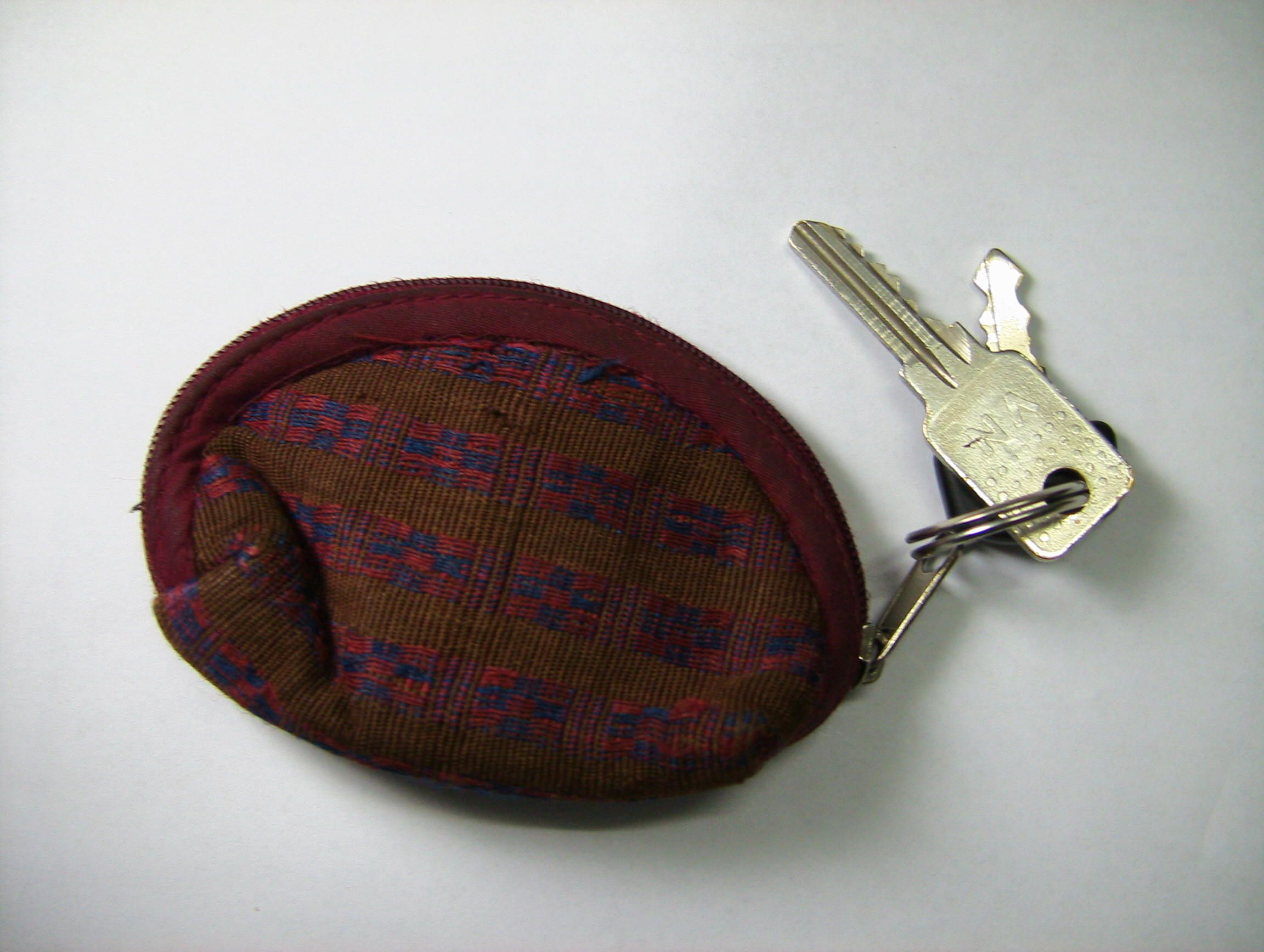
Moneder.

Un moneder, portamoneda o portamonedes és un accessori dissenyat especialment per a dur monedes. És utilitzat principalment per les dones i se sol portar dins de la bossa de mà. A diferència de les carteres, que a més de portar bitllets estan dotades d'un espai amb tancament de cremallera destinat a guardar diners en menuts, els moneders no solen estar preparats per portarbitllets. N'hi havia de plata i nàcar.

## Nota
1. ↑  España; Antonio Fernandez Chorot, Joaquín Rodriguez San Pedro, et al.. Legislación ultramarina: (830, IV p.).  Imprenta de Viota, Cubas y Vicente, 1867, p. 133– [Consulta: 8 maig 2011].